# Ilva nigrosignata
Ilva nigrosignata är en insektsart som beskrevs av Stsl 1866. Ilva nigrosignata ingår i släktet Ilva och familjen vedstritar. Inga underarter finns listade i Catalogue of Life.